# كرغلينغن
كرغلينغن (بالألمانية: Creglingen) هي بلدة، مدينة وبلدة ألمانية تقع في ألمانيا في Regierungsbezirk Stuttgart. يقدر عدد سكانها بـ 4,874 نسمة .